# نترية وينوجرادسكية
نترية وينوجرادسكية (الاسم العلمي: Nitrobacter winogradskyi) هي نوع من البكتيريا، سلبية الغرام، تتبع جنس النترية.